# پروژه ۱۶۱۹
پروژه ۱۶۱۹ پروژه در حال انجامی است که توسط مجله نیویورک تایمز از سال ۲۰۱۹ با هدف بررسی مجدد میراث برده داری در ایالات متحده شروع شده و مصادف با ۴۰۰ سالگی ورود اولین آفریقایی‌ها به ویرجینیا است. این یک پروژه تعاملی توسط نیکول هانا جونز، گزارشگر روزنامه نیویورک تایمز، با کمک نویسندگان این روزنامه است، از جمله مقاله‌هایی در مورد تاریخچه جنبه‌های مختلف زندگی معاصر آمریکایی که نویسندگان آن معتقدند "ریشه در برده داری و پیامدهای آن دارد. " همچنین شامل شعرها، داستان‌های کوتاه و مقاله‌های تصویری است. در ابتدا این پروژه به عنوان یک شماره وِیژه برای ۲۰ اوت ۲۰۱۹ برنامه‌ریزی شده بود، ولی خیلی زود به یک پروژه تمام عیار تبدیل شد، از جمله بخش ویژه صفحه گسترده در روزنامه، رویدادهای زنده و یک سری پادکست چند قسمتی را دربرگرفت.

## بازخورد

### تشویق
به نیکول هانا جونز، خالق پروژه، جایزه پولیتزر ۲۰۲۰ را برای تفسیر به خاطر پروژه ۱۶۱۹ اهدا شد.

### نقد
پروژه ۱۶۱۹ مورد انتقاد برخی از مورخان آمریکایی از جمله مورخان انقلاب آمریکا گوردون وود و شان ویلنتز، و کارشناسان جنگ داخلی ریچارد کارواردین و جیمز مک فرسون قرار گرفته‌است. مک فرسون در مصاحبه ای اظهار داشت که وی از دیدگاه "نامتوازن، روایت یکسویهٔ پروژه که فاقد پیش زمینه و دیدگاه در خصوص پیچیدگی برده داری، که به وضوح، نهادی منحصراً آمریکایی نیست، و در طول تاریخ وجود داشته، برآشفته شده‌است" مک فرسون ادامه داد: "برده داری در ایالات متحده تنها بخش کوچکی از یک روند بزرگتر جهانی بود که طی قرن‌های متمادی شکل گرفت؛ و در ایالات متحده نیز، نه تنها برده داری، بلکه یک جنبش ضد برده داری نیز وجود داشت. " جیمز اوکس، مورخ، از این نظر هانا جونز مبنی بر اینکه "نژادپرستی ضد سیاه در DNA این کشور جریان دارد" انتقاد کرد.
این پروژه امورد انتقاد محافظه کاران قرار گرفته‌است. رئیس پیشین مجلس نمایندگان آمریکا ، نوت گینگریچ، در توئیتی از این پروژه به عنوان "شستشوی مغزی" "پروپاگاندا" ، انتقاد کرد و و بعدتر در حضوری رسانه ای آن را "دروغ" خواند. سناتور تد کروز نیز آن را معادل پروپاگاندا دانسته‌است. مفسر محافظه کار، بایرون یورک، در مقاله برای واشینگتن اگزمینر، این پروژه را تلاشی برای بازآفرینی تاریخ آمریکا مطابق با ارزش‌های دبیران نیویورک تایمز، به عنوان بخشی از یک کارزار به باور او مداوم توسط این روزنامه برای تغییر روایت ریاست جمهوری ترامپ از رابطه ترامپ - روسیه به سمت نژاد، در سال انتخابات، عنوان کرد. اریک اریکسون، صاحبنظر محافظه کار، همچنین از «لنزهای نژادی» مستقر در بازنگری در تاریخ انتقاد کرد. رئیس‌جمهور دونالد ترامپ، سناتور کروز و نیوت گینگریچ اظهارات ابراز شده از سوی مفسران محافظه کار را تکرار کرده‌اند. نسخه ۱۸ نشریه واشینگتن اگزمینر در ۱۸ اوت ۲۰۱۹ گفت: «پروژه ۱۶۱۹ توسط منتقدین به عنوان تلاشی برای فروکاستن کل تاریخ آمریکا به درسی در مورد برده داری و نژاد مورد انتقاد قرار گرفته‌است.»
تحلیلی در مجله نیویورک توسط اندرو سالیوان، مشارکت کننده سابق مجله نیویورک تایمز، این پروژه را به عنوان چشم‌انداز مهمی که باید شنیده شود، مورد نقد قرار داد، اما آن را چشم‌اندازی مغرضانه دانست که تحت پوشش عینیت ارائه شده. وی گفت که این گواه تغییر نیویورک تایمز از گزارش دادن بی طرفانه به کنشگری است.